# Pippa Middleton
Philippa Charlotte Matthews (nacida Middleton; Reading, Berkshire, 6 de septiembre de 1983), anteriormente conocida como Pippa Middleton, es una columnista, escritora y socialité británica. Es la única hermana de Catalina, princesa de Gales, y cuñada del príncipe Guillermo. 
Organizadora de fiestas, es conocida a través de su hermana, y por la cobertura de noticias de sociedad. Fue la dama de honor de su hermana en la boda real llevada a cabo el 29 de abril de 2011, cuya celebración ayudó a organizar.

## Biografía
Nacida en 1983, Middleton es la segunda de los tres hijos de Michael Francis Middleton (nacido en 1949), un despachador de vuelos de British Airways, y de Carole Elizabeth Goldsmith (nacida en 1955), una azafata de vuelo. La familia de su padre provenía de Leeds, en Yorkshire, y una de sus bisabuelas, llamada Olive Lupton, pertenecía a una familia activa en los negocios en Leeds por generaciones. A través de Olive Lupton, uno de sus ancestros es el reverendo Thomas Davis, un compositor de himnos de la Iglesia de Inglaterra. La familia de la madre de Middleton eran trabajadores y mineros del condado de Durham. Su hermano menor es James William Middleton (nacido en 1987), un hombre de negocios.
A mediados de la década de 1980, cuando sus dos hijas mayores estaban en preescolar y la familia vivía en Bradfield Southend, la madre de Middleton creó "Party Pieces", una empresa que comenzó haciendo bolsos de fiesta y que ahora vende artículos para fiestas y decoración por correspondencia. En 1995, la empresa, a cargo de ambos padres, tuvo tanto éxito que se trasladó a una serie de edificios de la explotación en común Ashampstead, desde entonces se ha informado que los Middleton se han convertido en millonarios.

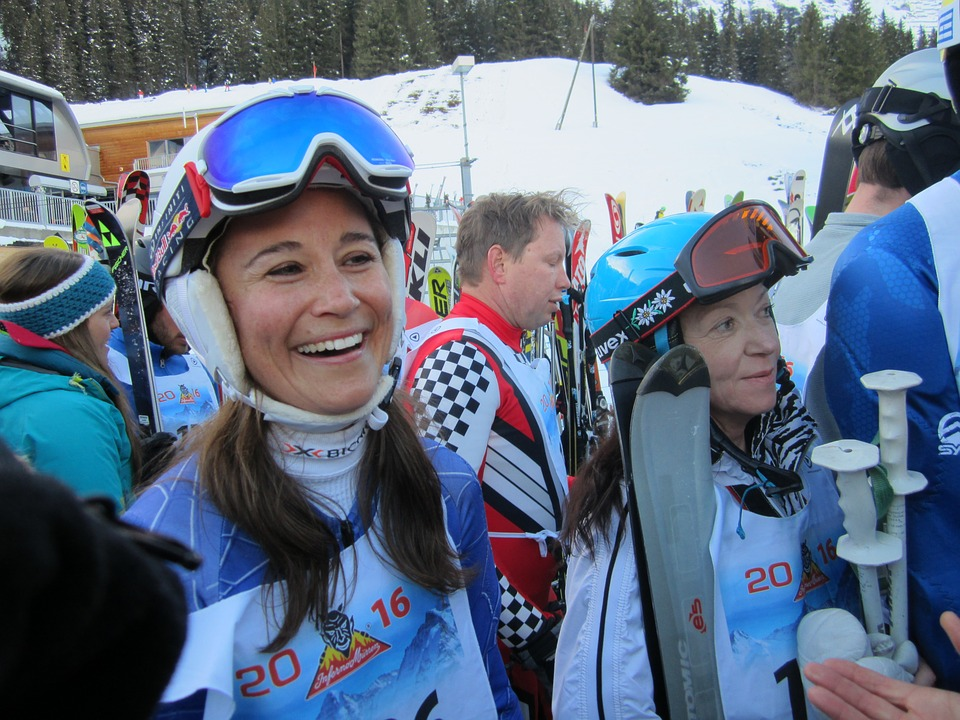
Middleton durante una carrera de esquí alpino en Mürren, Suiza (2016)

En 1995, los Middleton se mudaron a Bucklebury, Berkshire. Al igual que su hermana, Middleton fue educada inicialmente en St. Andrew's School, Pangbourne y, a continuación, en Downe House, un internado para niñas en Cold Ash, y finalmente en Marlborough College, Wiltshire. A continuación, prosiguió (como su hermana) su educación superior en Escocia, asistiendo a la Universidad de Edimburgo para estudiar Literatura Inglesa. Allí compartía una casa con Lord Edward Innes-Ker, un hijo del duque de Roxburghe, y con el George Percy, Conde Percy, heredero del duque de Northumberland.
Después de graduarse, en 2008 Middleton comenzó a trabajar en Table Talk, una empresa con sede en Londres que organiza eventos y fiestas. También en 2008, la revista Tatler nombró a Middleton "Número 1 de la Sociedad de Singleton", superando al cantante y compositor James Blunt y a la princesa Eugenia. Desde entonces, ha sido a menudo descrita como una "socialité". Como su hermana mayor, Middleton ha recibido amplia cobertura periodística, centrada en su vida social y su estilo de vida.
En 2009, Middleton tomó clases de tobogganing en Cresta Run, localizada en el St. Moritz Tobboganing Club, con el multimillonario Trevor Baines como su instructor. Ella es también una buena tiradora y en el 2008 disparó a veintitrés aves de caza en un día en Escocia. El Daily Telegraph informó en 2010 que los padres de Middleton tenían ambiciosos planes para expandir su empresa, Party Pieces, y querían que su hija Pippa tomara un papel cada vez más prominente en ella.
En 2012 publicó el libro "Celebrate: A Year of British Festivities for Families and Friends", referente a la planificación de fiestas con estilo inglés.
En julio de 2022 se hizo público que se había recibido con honores de un máster sobre educación física (Physical Education, Sport and Physical Literacy program) de la University of Wales Trinity Saint David. La investigación que llevó a cabo durante sus estudios centrada en la importancia de la educación física en los niños pequeños y sus madres será presentada en el 4° Congreso CIAPSE en Luxemburgo en septiembre de ese año.

## Compromiso y boda de Catalina y Guillermo

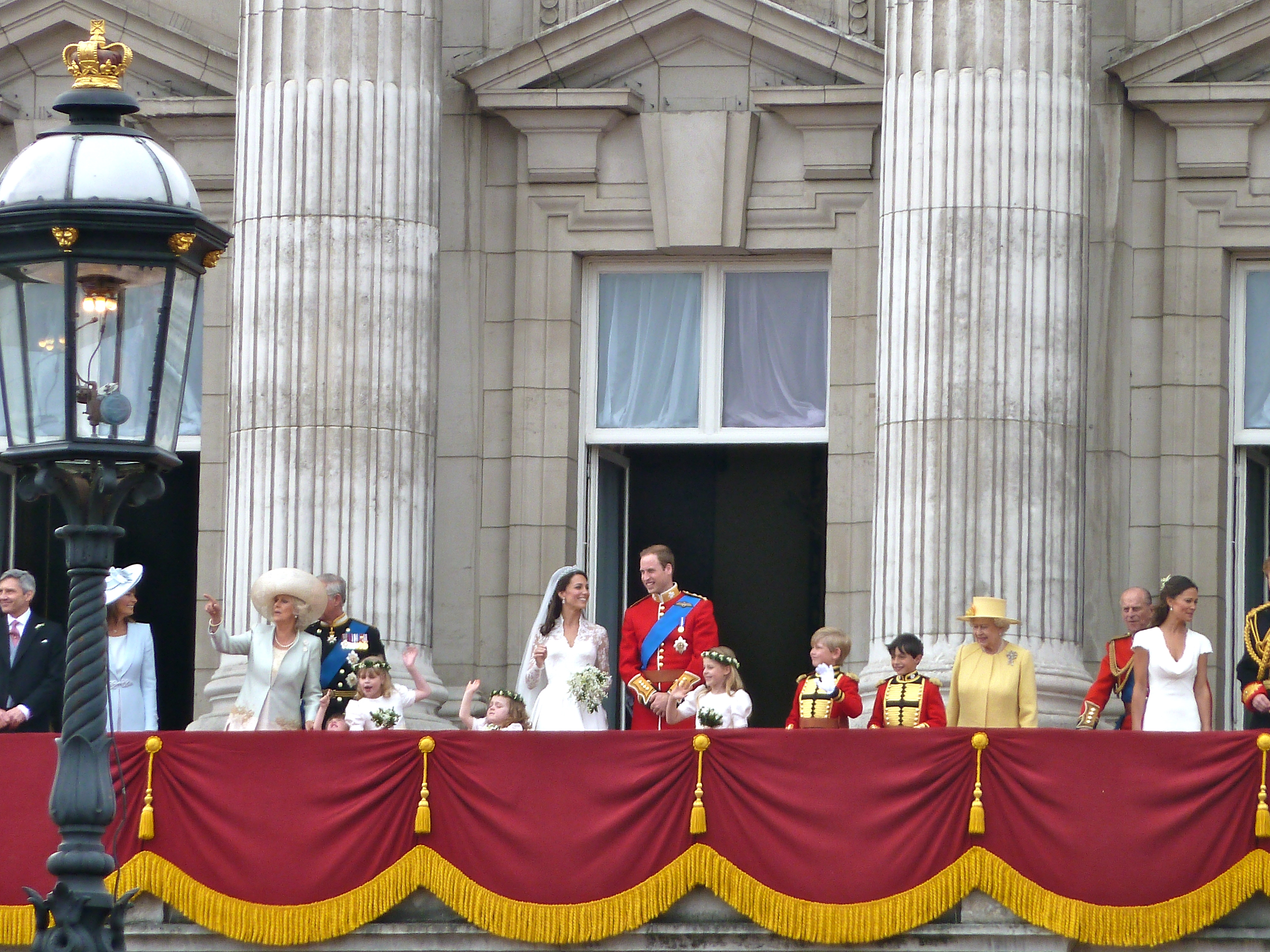
La boda de su hermana Catalina y Guillermo.

Poco después del anuncio del compromiso de los duques de Cambridge, la prensa empezó a especular cual sería el papel de Pippa en el enlace real. En febrero de 2011, la Casa Real Británica anunció que Pippa sería la dama de honor de Kate.
En la boda real, el 29 de abril de 2011, llevó un vestido blanco de Alexander McQueen, misma firma que diseñó el traje de novia de su hermana.

## Vida personal
Desde 2009, mantuvo un romance con el exjugador de cricket británico Alex Loudon, del que se separó en verano de 2011.
En 2012, comenzó una relación con el financiero Nico Jackson que terminó en octubre de 2015.
En 2012, conoció al heredero y empresario James Matthews, quien es hijo de David Matthews, propietario y señor de Glen Affric. A principios de 2016, la prensa se hace eco de una posible relación entre los dos. El 17 de julio de 2016, la pareja se comprometió, tal y como informaron ellos mismos a través de un breve comunicado. Pippa y James se casaron en la iglesia de San Marcos de Englefield el 20 de mayo de 2017. Dos de sus sobrinos, el príncipe Jorge y la princesa Carlota, formaron parte del cortejo nupcial.
En junio de 2018, anunció a través de una de sus columnas, que estaba embarazada de su primer hijo. Dio a luz a un varón, Arthur Michael William, el 15 de octubre de 2018, en el Ala Lindo del Hospital de St. Mary's.
En diciembre de 2020, se hizo público su segundo embarazo. El 15 de marzo de 2021, Pippa y su esposo tuvieron su segundo hijo, una niña llamada Grace Elizabeth Jane.
En junio de 2022, se hizo público su tercer embarazo; durante el concierto del Jubileo de Platino de Isabel II en el Palacio de Buckingham. Su segunda hija, Rose Louise Victoria, nació en ese mismo mes. 